# 8886 Elaeagnus
A 8886 Elaeagnus (ideiglenes jelöléssel 1994 EG6) a Naprendszer kisbolygóövében található aszteroida. Eric Walter Elst fedezte fel 1994. március 9-én.